# لوئیس پائول ابیل
لوئیس پل ابیل (۳ ژوئن ۱۷۱۹–۲۸ ژوئیه ۱۸۰۷ پاریس) یک اقتصاددان فرانسوی بود.
وی در سال ۱۷۶۵ بازرس کل تولیدات و بازرگانی و از سالهای ۱۷۶۹ تا ۱۷۸۳ دبیر بازرگانی بود که بعداً پسرش ژان لوئی جایگزین وی شد. وی همچنین یکی از اعضای انجمن کشاورزی پاریس بود.

## آثار
- تأملاتی در مورد غلات در فرانسه و انگلیس، ۱۷۶۴
- اصول تجارت آزاد غلات، دیزاین، ۱۷۶۸
- حقایقی که در گرانی دانه در فرانسه و انگلیس تأثیرگذار بود، ۱۷۶۸
- مشاهدات انجمن کشاورزی سلطنتی، در مورد یکنواختی وزن و اندازه‌گیری، لوئیس-پل ابیل، ماتیو تیلت، ۱۷۹۰